# 分子イメージング
分子イメージング（英語：molecular Imaging）とは、生体内での分子プロセスの可視化に関する基礎的・臨床的研究、および開発された可視化手法を利用する応用研究およびそれらの方法の総称。近年登場した新しいイメージング技術によって生命体を明らかにしていこうとするものである。より効果的な創薬や病理の追求、オーダーメードな医療などへの手がかりとして期待が集まっている。

## 概説
個体レベルでの分子イメージングはポジトロン断層法（positron emission tomography、PET）や単一光子放射断層撮影（single photon emission computed tomography、SPECT）などの感度の高い核医学撮影技術が主に用いられてきた。最近では、新規造影剤を利用した核磁気共鳴画像法（magnetic resonance imaging、MRI）による手法も注目を集めている。比較的数は少ないが、近赤外光を用いた個体イメージングの研究も行われている。
細胞・組織レベルでの分子イメージングでは、GFPなどの蛍光タンパク質や他の蛍光色素を利用した光学イメージングが用いられている。近年ではドイツのステファン・ヘルが開発したSTED顕微鏡（stimulated emission depletion microscopy）などの非常に解像度の高い顕微鏡（nanoscopy）の登場により、生きた細胞においての一分子イメージングが可能となりつつある。また、全反射照明蛍光顕微鏡（total internal reflection fluorescence、TIRF microscopy）や原子間力顕微鏡を利用した一分子イメージングを含めて分子イメージングと呼ぶこともある。これらの場合、ターゲットとなるサンプルはミオシンなどのタンパク質や固定した細胞であるため、生体イメージングとは異なる。

## 主なイメージング手法
- 光学イメージング
- 核磁気共鳴画像法
- ポジトロン断層法
- 単一光子放射断層撮影

## 代表的な学術誌
- Molecular Imaging and Biology
- Contrast Media & Molecular Imaging
- Molecular Imaging
- European Journal of Nuclear Medicine and Molecular Imaging

## 関連事項
- 生体イメージング